# 阿莱什·赫姆斯基
阿莱什·赫姆斯基（捷克語：Aleš Hemský，1983年8月13日—），捷克男子冰球运动员。他曾代表捷克国家队参加2006年和2014年冬季奥林匹克运动会冰球比赛，其中2006年冬季奥运会获得一枚铜牌。